# Estadio de Bishan
El Estadio de Bishan (en malayo: Stadium Bishan, en chino, 碧山體育場) es un estadio multiusos ubicado en la ciudad de Bishan en Singapur y que actualmente es la sede de los equipos Lion City Sailors (en ambas categorías) y el Balestier Khalsa.

## Historia
Fue inaugurado en abril de 1998 y ha sido sede de varios eventos como los Juegos Olímpicos de la Juventud de Singapur 2010, el Campeonato de la AFF 2020, el Campeonato Sub-17 de la AFC 2006 y los Juegos del Sudeste Asiático en 2015. Fue utilizado como cuartel de Australia en la Copa Asiática 2007, por Japón en la clasificación de AFC para la Copa Mundial de Fútbol de 2018 y por Corea del Sur en la clasificación de AFC para la Copa Mundial de Fútbol de 2026.

## Localización
Está situado en el centro de Singapur como parte del Bishan Sports and Recreation Centre, que incluye el Bishan Sports Hall y el Bishan Swimming Complex. El estadio se ubica a 20 minutos en carretera del Lion City Sailors Training Centre en Mattar Road.

## Partidos Internacionales

### AFC Champions League Two
| Final de la AFC Champions League Two | Final de la AFC Champions League Two | Final de la AFC Champions League Two | Final de la AFC Champions League Two | Final de la AFC Champions League Two | Final de la AFC Champions League Two |
| Temporada                            | Fecha                                | Campeón                              | Resultado                            | Finalista                            | Asistencia                           |
| ------------------------------------ | ------------------------------------ | ------------------------------------ | ------------------------------------ | ------------------------------------ | ------------------------------------ |
| 2024-25                              | 18 de mayo de 2025                   | Sharjah                              | 2–1                                  | Lion City Sailors                    | 9,737                                |

### Selección nacional

#### Amistosos
| Fecha                    | Local    | Resultado | Visita        |
| ------------------------ | -------- | --------- | ------------- |
| 28 de octubre de 2000    | Singapur | 4–0       | Sri Lanka     |
| 22 de mayo de 2001       | Singapur | 3–0       | Nueva Zelanda |
| 16 de septiembre de 2003 | Singapur | 1–3       | Omán          |
| 31 de diciembre de 2009  | Singapur | 1–4       | Omán          |
| 13 de noviembre de 2016  | Singapur | 1–0       | Camboya       |
| 7 de septiembre de 2018  | Singapur | 1–1       | Mauricio      |
| 11 de septiembre de 2018 | Singapur | 2–0       | Fiyi          |
| 12 de octubre de 2018    | Singapur | 2–0       | Mongolia      |
| 8 de septiembre de 2023  | Singapur | 0–2       | Tayikistán    |
| 12 de septiembre de 2023 | Singapur | 3–1       | China Taipéi  |
| 5 de junio de 2025       | Singapur | 3–1       | Maldivas      |

#### Campeonato de la AFF 2020
| Fecha                   | Local     | Resultado | Visita    | Asistencia |
| ----------------------- | --------- | --------- | --------- | ---------- |
| 6 de diciembre de 2021  | Camboya   | 1–3       | Malasia   | 518        |
| 6 de diciembre de 2021  | Laos      | 0–2       | Vietnam   | 812        |
| 9 de diciembre de 2021  | Malasia   | 4–0       | Laos      | 427        |
| 9 de diciembre de 2021  | Indonesia | 4–2       | Camboya   | 500        |
| 12 de diciembre de 2021 | Laos      | 1–5       | Indonesia | 207        |
| 12 de diciembre de 2021 | Vietnam   | 3–0       | Malasia   | 976        |
| 15 de diciembre de 2021 | Camboya   | 3–0       | Laos      | 129        |
| 15 de diciembre de 2021 | Indonesia | 0–0       | Vietnam   | 928        |
| 18 de diciembre de 2021 | Birmania  | 2–3       | Filipinas | 215        |
| 19 de diciembre de 2021 | Vietnam   | 4–0       | Camboya   | 909        |